# ناکاندا
ناکاندا (به لاتین: Nakanda) یک منطقهٔ مسکونی در سری‌لانکا است که در استان جنوبی (سری‌لانکا) واقع شده‌است.